# Lignol
Lignol (bret. An Ignol) – miejscowość i gmina we Francji, w regionie Bretania, w departamencie Morbihan.
Według danych na rok 1990 gminę zamieszkiwało 906 osób, a gęstość zaludnienia wynosiła 24 osoby/km² (wśród 1269 gmin Bretanii Lignol plasuje się na 614. miejscu pod względem liczby ludności, natomiast pod względem powierzchni na miejscu 167.).